# Let Your Head Go
Let Your Head Go è il quarto singolo di Victoria Beckham. È stato pubblicato insieme a This Groove come doppia a-side e non è stato incluso in nessun album.
Il video della canzone ha inciso molto sulla promozione del brano, e aveva protagonista la stessa cantante nei panni di una regina. Questo singolo segna anche il passaggio della cantante dalla Virgin Records, la storica etichetta delle Spice Girls, alla 19 Entertainment. Anche Emma Bunton, dopo aver lasciato la Virgin, scelse la 19. Tuttavia questo fu la prima e unica pubblicazione di Victoria Beckham sotto quest'etichetta.
Il singolo fu pubblicato il 29 dicembre 2003 e debuttò alla posizione numero tre della classifica britannica.

## Tracce e formati
- UK CD1

1. "Let Your Head Go" [Radio Mix] - 3:41
2. "This Groove" [Radio Mix] - 3:36

- UK CD2

1. "Let Your Head Go" [Jakatta remix] - 7:20
2. "This Groove" [Para Beats remix] - 4:36
3. "Let Your Head Go" [radio edit] - 3:41
4. "This Groove" [radio edit] - 3:36

## Classifiche
| Classifica  | Posizione massima |
| ----------- | ----------------- |
| Regno Unito | 3                 |